# Japanische Badmintonmeisterschaft 2022
Die Japanische Badmintonmeisterschaft 2022 fand vom 25. bis zum 30. Dezember 2022 im Musashino Forest Sport Plaza in Chōfu in der Präfektur Tokio statt. Es war die 76. Austragung der nationalen Titelkämpfe im Badminton in Japan.

## Medaillengewinner
| Disziplin    | Gold                         | Silber                              | Bronze                             |
| ------------ | ---------------------------- | ----------------------------------- | ---------------------------------- |
| Herreneinzel | Kento Momota                 | Kenta Nishimoto                     | Yushi Tanaka                       |
| Herreneinzel | Kento Momota                 | Kenta Nishimoto                     | Ryoma Muramoto                     |
| Dameneinzel  | Akane Yamaguchi              | Aya Ohori                           | Asuka Takahashi                    |
| Dameneinzel  | Akane Yamaguchi              | Aya Ohori                           | Natsuki Nidaira                    |
| Herrendoppel | Takuro Hoki Yugo Kobayashi   | Yoshinori Takeuchi Keiichiro Matsui | Takuto Inoue Kenya Mitsuhashi      |
| Herrendoppel | Takuro Hoki Yugo Kobayashi   | Yoshinori Takeuchi Keiichiro Matsui | Hiroki Midorikawa Kyohei Yamashita |
| Damendoppel  | Yuki Fukushima Sayaka Hirota | Ayako Sakuramoto Rena Miyaura       | Mizuki Otake Miyu Takahashi        |
| Damendoppel  | Yuki Fukushima Sayaka Hirota | Ayako Sakuramoto Rena Miyaura       | Tsukiko Yasaki Natsumi Takasaki    |
| Mixed        | Yuki Kaneko Misaki Matsutomo | Kyohei Yamashita Naru Shinoya       | Hiroki Midorikawa Natsu Saito      |
| Mixed        | Yuki Kaneko Misaki Matsutomo | Kyohei Yamashita Naru Shinoya       | Yujiro Nishikawa Saori Ozaki       |